# Варганов, Леонид Перфильевич
Леонид Перфильевич (Парфилович) Варганов (бел. Леанід Парфілавіч Варганаў; род. 4 апреля 1939, Красный Алёс, Добрушский район) — советский работник сельского хозяйства, Герой Социалистического Труда (1976). Член КПСС (1969).

## Биография
С 1963 года — тракторист колхоза «Красный Октябрь» Добрушского района, звеньевой по возделыванию картофеля. Звание Героя присвоено за успехи в увеличении производительности и продаже стране сельскохозяйственных продуктов. Депутат Верховного Совета БССР с 1980 года.